# فرودگاه کینا
فرودگاه کینا (به انگلیسی: Cana Airport) یک فرودگاه است . این فرودگاه در کشور بنین قرار دارد .